# Føroya Tele
Føroya Tele est une entreprise publique qui assure les services de télécommunications sur les Îles Féroé.

## Historique
L'entreprise trouve ses racines avec l'installation d'une première connection téléphonique entre les villages de Westmanna et Tórshavn en 1905. L'entreprise Færøernes Amtskommunes Telefonvæsen est créée l'année suivante. Dès 1930, la plupart des villages des îles furent connectés au réseau téléphonique. La première connexion internationale fut établie en 1954. Les téléphones portables firent leur arrivée au début des années 1990. Les connexions internet furent établies en 1996. À la fin des années 1990, l'entreprise prit le nom de Føroya Tele.
En juillet 2013, Føroya Tele vend son portail web Portal.fo (sorti en 2000) à Knassar.
En 2015, Føroya Tele signe un partenariat avec Huawei pour le déploiement de la 4G. À partir de 2015, Føroya Tele cherche à entrer sur le marché de la téléphonie mobile anglais. Toujours en 2015, Jan Ziskasen devient CEO de l'entreprise, succédant à Cristian Reinert Davidsen, et Ómar Svavarson devient président du conseil d'administration.
À partir de 2019, une guerre s'engage entre les États-Unis et la Chine sur l'attribution des contrats de la 5G aux Îles Féroé à Huawei,. En septembre 2020, Jan Ziskasen et Ómar Svavarson démissionnent de leur poste à Føroya Tele à la suite d'un désaccord sur la séparation des activités réseaux de l'entreprise, FT Net,, un sujet qui faisait débat depuis 2014. De 2010 à 2020, Føroya Tele a rapporté 247 millions de krones à l'État des Îles Féroé.